# Leptoconchus
Leptoconchus is een geslacht van weekdieren uit de klasse van de Gastropoda (slakken).

## Soorten
- Leptoconchus inactiniformis A. Gittenberger & E. Gittenberger, 2011
- Leptoconchus inalbechi A. Gittenberger & E. Gittenberger, 2011
- Leptoconchus incrassa A. Gittenberger & E. Gittenberger, 2011
- Leptoconchus incycloseris A. Gittenberger & E. Gittenberger, 2011
- Leptoconchus infungites A. Gittenberger & E. Gittenberger, 2011
- Leptoconchus ingrandifungi A. Gittenberger & E. Gittenberger, 2011
- Leptoconchus ingranulosa A. Gittenberger & E. Gittenberger, 2011
- Leptoconchus inlimax A. Gittenberger & E. Gittenberger, 2011
- Leptoconchus inpileus A. Gittenberger & E. Gittenberger, 2011
- Leptoconchus inpleuractis A. Gittenberger & E. Gittenberger, 2011
- Leptoconchus inscruposa A. Gittenberger & E. Gittenberger, 2011
- Leptoconchus inscutaria A. Gittenberger & E. Gittenberger, 2011
- Leptoconchus intalpina A. Gittenberger & E. Gittenberger, 2011
- Leptoconchus lamarckii Deshayes, 1863
- Leptoconchus massini A. Gittenberger & E. Gittenberger, 2011
- Leptoconchus peronii (Lamarck, 1818)
- Leptoconchus vangoethemi Massin, 1983